# Torino Challenger 1994
Il Torino Challenger 1994 è stato un torneo di tennis facente parte della categoria ATP Challenger Series nell'ambito dell'ATP Challenger Series 1994. Il torneo si è giocato a Torino in Italia dal 30 maggio al 5 giugno 1994 su campi in terra rossa.

## Vincitori

### Singolare
Albert Costa ha battuto in finale  Oscar Martinez Dieguez con il punteggio di 6–4, 6–4

### Doppio
Leonardo Lavalle /  Libor Pimek hanno battuto in finale  Richard Schmidt /  Greg Van Emburgh con il punteggio di 6–2, 7–6